# Paulo Menezes
Paulo Menezes noto più semplicemente come Paulinho (Niterói, 14 luglio 1982) è un ex calciatore brasiliano, di ruolo difensore.